# Grand Prix automobile d'Autriche 2022
GP précédent GP suivant
Le Grand Prix automobile d'Autriche 2022 (Formula 1 Grosser Preis von Österreich 2022) disputé le 10 juillet 2022 sur le circuit de Spielberg, est  la 1068e épreuve du championnat du monde de Formule 1 courue depuis 1950. Il s'agit de la trente-cinquième édition du Grand Prix d'Autriche comptant pour le championnat du monde de Formule 1 et  de la onzième manche du championnat 2022. L'épreuve se dispute pour la trente-quatrième fois depuis 1970 sur le circuit de Spielberg renommé Red Bull Ring depuis son rachat par Red Bull. 
Spielberg a été, en 2020 et en 2021 le théâtre de deux courses disputées en une semaine, le Grand Prix de Styrie s'ajoutant à la manche autrichienne, ce qui n'est pas le cas cette année. La deuxième course sprint « nouvelle formule » de la saison y est organisée : à son arrivée, les huit premiers marquent des points. Désormais, la pole position est statistiquement accordée à l'auteur du meilleur temps de la dernière phase qualificative du vendredi ; le sprint détermine la grille de départ du Grand Prix.
Alors que Charles Leclerc domine les deux premières phases de la séance de qualification, Max Verstappen, dans son ultime tour lancé, obtient sa troisième pole position de la saison, la seizième de sa carrière. Le Néerlandais devance Charles Leclerc de seulement 29 millièmes de seconde. Leurs coéquipiers occupent la deuxième ligne, Carlos Sainz Jr. précédant Sergio Pérez mais celui-ci voit tous ses temps réalisés en Q2 annulés, chute à la treizième place et cède sa position à George Russell. Esteban Ocon est en troisième ligne avec Kevin Magnussen tandis que Mick Schumacher, sur l'autre Haas, est en quatrième ligne devant Fernando Alonso. Lewis Hamilton et Pierre Gasly occupent la cinquième ligne. La séance a été interrompue à deux reprises en Q3, après les sorties de piste d'Hamilton dans le virage no 7 et de Russell dans le dernier virage.
La course sprint ne change rien à l'ordre de départ des deux premières lignes, Verstappen, Leclerc, Sainz et Russell conservant leurs positions. Pérez, parti treizième, tire son épingle du jeu en prenant la cinquième place, Ocon reculant d'une position. La quatrième ligne est constituée de Magnussen et Hamilton et la cinquième de Schumacher et Valtteri Bottas. Les grands perdants de l'exercice sont Alonso, qualifié huitième mais, non-partant, relégué en dernière position, et Gasly qui perd cinq places et s'élance quatorzième.
Grâce à une F1-75 supérieure à la RB18 tant en performance qu'en préservation des pneumatiques, et bien conseillé tactiquement par son équipe, Charles Leclerc dépasse trois fois Max Verstappen, aux douzième, trente-troisième et cinquante-troisième tours, pour remporter la cinquième victoire de sa carrière (sa première sans être parti de la pole position), sa troisième de la saison et ainsi obtenir son premier podium en cinq courses. S'il doit composer, dans les derniers tours, avec un accélérateur bloqué, il parvient à conserver un peu plus d'une seconde d'avance sur le Néerlandais en passant la ligne d'arrivée. Troisième à 41 secondes, Lewis Hamilton monte sur son troisième podium consécutif, le 186e de sa carrière.
Dans le premier tour, alors que Verstappen a pris les devants, Carlos Sainz redouble George Russell qui l'avait dépassé au départ ; le Britannique se retrouve aussitôt menacé par Sergio Pérez qui l'attaque à l'extérieur du virage no 3 mais se retrouve expédié en tête-à-queue après un contact. Le Mexicain, reparti dernier, abandonnera après 24 tours tandis que Russell est pénalisé d'un stop-and-go de cinq secondes. Très vite, les pneumatiques arrière de la RB18 du champion du monde se dégradent et Leclerc peut utiliser son aileron arrière mobile ; au dixième tour, il tente sa chance à l'intérieur au freinage de Remus mais son rival garde les commandes à la réaccélération ; il note toutefois à la radio : « Je ne vais pas pouvoir le tenir longtemps derrière moi ! » Deux tours plus tard, Leclerc, dans un trou de souris à l'intérieur du virage no 4, prend la tête de la course. 
Verstappen s'arrête dès le treizième tour, laissant Sainz derrière son coéquipier ; il repart sixième mais ne met que quatre tours à revenir dans le trio de tête. Quand Leclerc, au vingt-sixième tour, puis Sainz une boucle plus tard, s'arrêtent, Verstappen reprend les commandes de la course. Leclerc, chaussé de neuf, comble rapidement l'écart de six secondes en améliorant plusieurs fois le record du tour et, au trente-troisième passage, dépasse facilement son rival au freinage du virage no 3. Verstappen procède à son deuxième arrêt au trente-septième tour et repart troisième. 
Leclerc, mène confortablement l'épreuve lorsqu'il s'arrête, au cinquantième tour ; il est imité par son coéquipier au tour suivant. Il ne met que deux boucles à revenir sur Verstappen et, au cinquante-troisième passage, le dépasse pour la troisième fois, à l'intérieur du virage no 3 puis file vers la victoire. Sainz, victime d'une casse moteur, provoque une procédure de voiture de sécurité virtuelle au cinquante-huitième tour. En fin de course, le Monégasque est aux prises avec son accélérateur bloqué en position ouverte, mais conserve une seconde d'avance sur la ligne d'arrivée. Hamilton termine isolé à la troisième place, suivi par son coéquipier Russell à près d'une minute, puis par Ocon. Tous les autres pilotes sont relégués à un tour, à commencer par Mick Schumacher (dont la sixième place est son meilleur résultat) qui termine devant Norris, Magnussen, Ricciardo et Alonso qui prend le dernier point en jeu.
Au championnat du monde, Verstappen (208 points) a désormais 38 unités d'avance sur Leclerc (170 points). Pérez (151 points), devance  Sainz (133 points), Russell (128 points), Hamilton (109 points) et, plus loin, Norris septième (64 points) suivi par Ocon (52 points), Bottas (46 points) et Alonso, dixième avec 29 points. Red Bull Racing (359 points) est en tête du championnat des constructeurs, devant Ferrari (303 points) et Mercedes (237 points). Alpine (81 points) est quatrième à égalité de point avec McLaren ; suivent Alfa Romeo (51 points), Haas (34 points), AlphaTauri (27 points), Aston Martin (18 points) et Williams (3 points).

## Pneus disponibles
| Pneus pour piste sèche | Pneus pour piste sèche | Pneus pour piste sèche | Pneus pluie    | Pneus pluie |
| ---------------------- | ---------------------- | ---------------------- | -------------- | ----------- |
| Durs (Type C3)         | Medium (Type C4)       | Tendres (Type C5)      | Intermédiaires | Pluie       |

## Essais libres et qualifications

### Première séance d'essais libres, le vendredi de 13 h 30 à 14 h 30
| Pos. | Pilote          | Voiture      | Chrono         | Écart     |
| ---- | --------------- | ------------ | -------------- | --------- |
| 1    | Max Verstappen  | Red Bull     | 1 min 06 s 302 |           |
| 2    | Charles Leclerc | Ferrari      | 1 min 06 s 557 | + 0 s 255 |
| 3    | George Russell  | Mercedes     | 1 min 06 s 702 | + 0 s 400 |
| 4    | Sergio Pérez    | Red Bull     | 1 min 06 s 839 | + 0 s 537 |
| 5    | Lewis Hamilton  | Mercedes     | 1 min 06 s 909 | + 0 s 607 |
| 6    | Kevin Magnussen | Haas-Ferrari | 1 min 06 s 965 | + 0 s 663 |

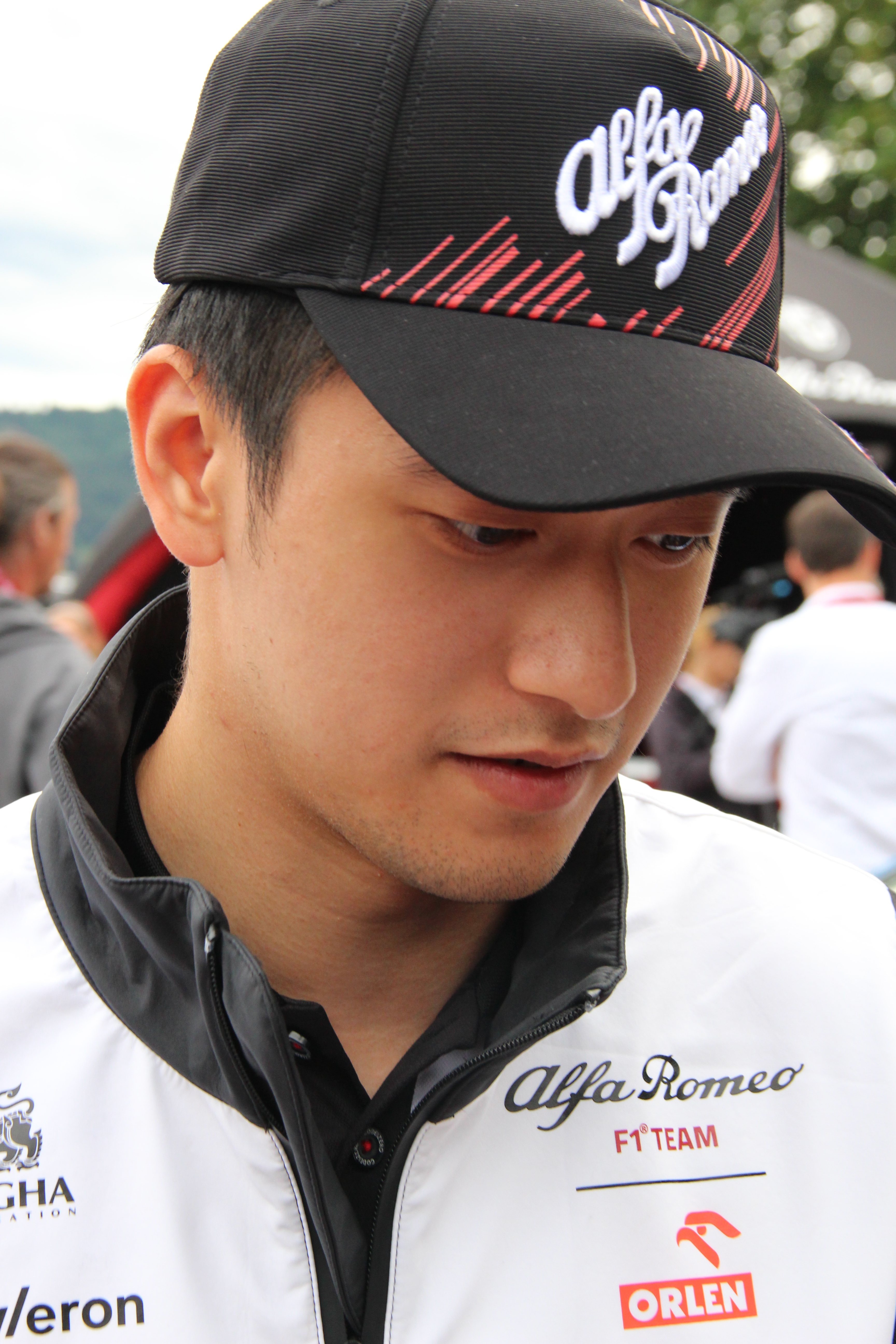
Zhou Guanyu lors du Grand Prix automobile d'Autriche ; il est déclaré apte à concourir après son impressionnant accident en Grande-Bretagne.

- La séance est interrompue au drapeau rouge une première fois à cause d'un début d'incendie sur la McLaren MCL36 de Lando Norris. À vingt minutes du terme, la session est interrompue une seconde fois à cause de débris au virage no 6[5],[6].

### Séance de qualifications, le vendredi de 17 h à 18 h
| Pos.                                                                                      | Pilote           | Écurie                | Qualifications 1 | Qualifications 2 | Qualifications 3 |
| ----------------------------------------------------------------------------------------- | ---------------- | --------------------- | ---------------- | ---------------- | ---------------- |
| 1                                                                                         | Max Verstappen   | Red Bull              | 1 min 05 s 852   | 1 min 05 s 374   | 1 min 04 s 984   |
| 2                                                                                         | Charles Leclerc  | Ferrari               | 1 min 05 s 419   | 1 min 05 s 287   | 1 min 05 s 013   |
| 3                                                                                         | Carlos Sainz Jr. | Ferrari               | 1 min 05 s 660   | 1 min 05 s 576   | 1 min 05 s 066   |
| 13                                                                                        | Sergio Pérez     | Red Bull              | 1 min 06 s 143   | 1 min 06 s 458   | Pas de temps     |
| 4                                                                                         | George Russell   | Mercedes              | 1 min 06 s 235   | 1 min 05 s 697   | 1 min 05 s 431   |
| 5                                                                                         | Esteban Ocon     | Alpine-Renault        | 1 min 06 s 468   | 1 min 05 s 993   | 1 min 05 s 726   |
| 6                                                                                         | Kevin Magnussen  | Haas-Ferrari          | 1 min 06 s 366   | 1 min 05 s 894   | 1 min 05 s 879   |
| 7                                                                                         | Mick Schumacher  | Haas-Ferrari          | 1 min 06 s 405   | 1 min 06 s 151   | 1 min 06 s 011   |
| 8                                                                                         | Fernando Alonso  | Alpine-Renault        | 1 min 06 s 016   | 1 min 06 s 082   | 1 min 06 s 103   |
| 9                                                                                         | Lewis Hamilton   | Mercedes              | 1 min 06 s 079   | 1 min 05 s 475   | 1 min 13 s 151   |
| 10                                                                                        | Pierre Gasly     | AlphaTauri-Red Bull   | 1 min 06 s 589   | 1 min 06 s 160   |                  |
| 11                                                                                        | Alexander Albon  | Williams-Mercedes     | 1 min 06 s 516   | 1 min 06 s 230   |                  |
| 12                                                                                        | Valtteri Bottas  | Alfa Romeo-Ferrari    | 1 min 06 s 442   | 1 min 06 s 319   |                  |
| 14                                                                                        | Yuki Tsunoda     | AlphaTauri-Red Bull   | 1 min 06 s 463   | 1 min 06 s 851   |                  |
| 15                                                                                        | Lando Norris     | McLaren-Mercedes      | 1 min 06 s 330   | 1 min 25 s 847   |                  |
| 16                                                                                        | Daniel Ricciardo | McLaren-Mercedes      | 1 min 06 s 613   |                  |                  |
| 17                                                                                        | Lance Stroll     | Aston Martin-Mercedes | 1 min 06 s 847   |                  |                  |
| 18                                                                                        | Zhou Guanyu      | Alfa Romeo-Ferrari    | 1 min 06 s 901   |                  |                  |
| 19                                                                                        | Nicholas Latifi  | Williams-Mercedes     | 1 min 07 s 003   |                  |                  |
| 20                                                                                        | Sebastian Vettel | Aston Martin-Mercedes | 1 min 07 s 083   |                  |                  |
| Temps minimal à réaliser pour la qualification : 1 min 09 s 998 (107 % de 1 min 05 s 419) |                  |                       |                  |                  |                  |

1. ↑  Le meilleur temps de Sergio Pérez lors de la Q2 (1 min 05 s 805) lui a été retiré après la séance pour non-respect des limites de pistes ; son deuxième meilleur temps (1 min 06 s 458) pris en compte le place à la treizième place sur la grille du sprint et ne lui permet pas d'atteindre la phase Q3[8].
2. ↑  L'intégralité des tours effectués par Pérez durant la Q3 sont supprimés à la suite de son élimination durant la Q2[8].

### Deuxième séance d'essais libres, le samedi de 12 h 30 à 13 h 30

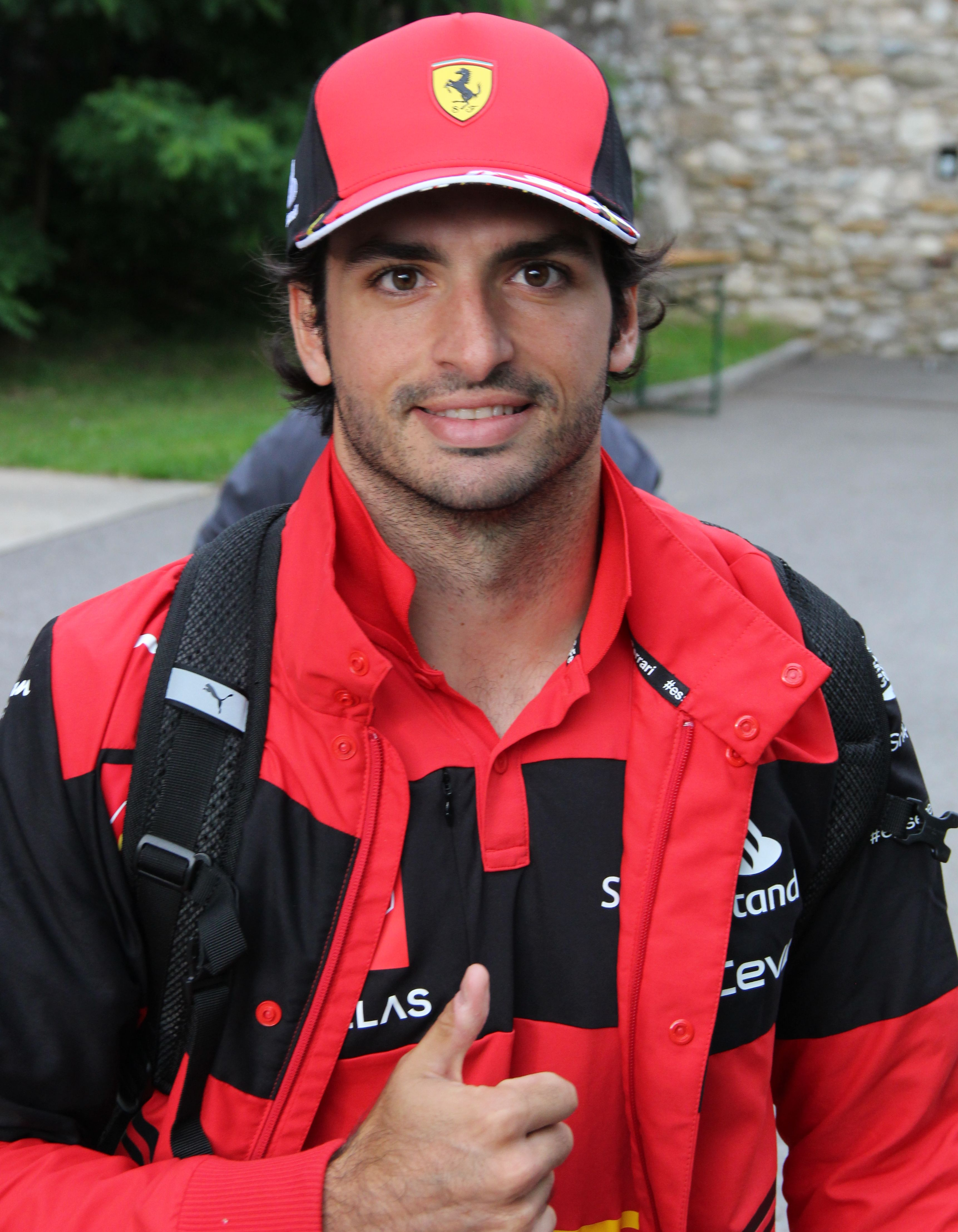
Carlos Sainz Jr. lors du Grand Prix automobile d'Autriche.

| Pos. | Pilote           | Voiture        | Chrono         | Écart     |
| ---- | ---------------- | -------------- | -------------- | --------- |
| 1    | Carlos Sainz Jr. | Ferrari        | 1 min 08 s 610 |           |
| 2    | Charles Leclerc  | Ferrari        | 1 min 08 s 660 | + 0 s 050 |
| 3    | Max Verstappen   | Red Bull       | 1 min 08 s 778 | + 0 s 168 |
| 4    | Fernando Alonso  | Alpine-Renault | 1 min 08 s 832 | + 0 s 222 |
| 5    | Esteban Ocon     | Alpine-Renault | 1 min 08 s 848 | + 0 s 238 |
| 6    | Sergio Pérez     | Red Bull       | 1 min 09 s 179 | + 0 s 569 |

## Sprint

### Résultats du Sprint, le samedi de 16 h 30 à 17 h 30
Les huit premiers marquent des points. Le sprint se déroule sur 23 tours au lieu des 24 initiaux à la suite d'un problème de boîte de vitesses sur la monoplace de Zhou Guanyu lors du tour de formation, l'obligeant à partir depuis la voie des stands et déclenchant un second tour de formation. Fernando Alonso n'a pas pris le départ de l'épreuve, un problème électrique touchant sa monoplace le bloquant sur la grille de départ lors du premier tour de formation. 
| Pos. | Pilote           | Voiture               | Tours | Temps/Abandon                     | Grille  | Points |
| ---- | ---------------- | --------------------- | ----- | --------------------------------- | ------- | ------ |
| 1    | Max Verstappen   | Red Bull              | 23    | 26 min 30 s 059                   | 1       | 8      |
| 2    | Charles Leclerc  | Ferrari               | 23    | + 1 s 675                         | 2       | 7      |
| 3    | Carlos Sainz Jr. | Ferrari               | 23    | + 5 s 644                         | 3       | 6      |
| 4    | George Russell   | Mercedes              | 23    | + 13 s 429                        | 4       | 5      |
| 5    | Sergio Pérez     | Red Bull              | 23    | + 18 s 302                        | 13      | 4      |
| 6    | Esteban Ocon     | Alpine-Renault        | 23    | + 31 s 032                        | 5       | 3      |
| 7    | Kevin Magnussen  | Haas-Ferrari          | 23    | + 34 s 539                        | 6       | 2      |
| 8    | Lewis Hamilton   | Mercedes              | 23    | + 35 s 447                        | 9       | 1      |
| 9    | Mick Schumacher  | Haas-Ferrari          | 23    | + 37 s 163                        | 7       |        |
| 10   | Valtteri Bottas  | Alfa Romeo-Ferrari    | 23    | + 37 s 557                        | 12      |        |
| 11   | Lando Norris     | McLaren-Mercedes      | 23    | + 38 s 580                        | 15      |        |
| 12   | Daniel Ricciardo | McLaren-Mercedes      | 23    | + 39 s 738                        | 16      |        |
| 13   | Lance Stroll     | Aston Martin-Mercedes | 23    | + 48 s 241                        | 17      |        |
| 14   | Zhou Guanyu      | Alfa Romeo-Ferrari    | 23    | + 50 s 753                        | Pitlane |        |
| 15   | Pierre Gasly     | AlphaTauri-Red Bull   | 23    | + 52 s 125                        | 10      |        |
| 16   | Alexander Albon  | Williams-Mercedes     | 23    | + 52 s 412 (dont 5 s de pénalité) | 11      |        |
| 17   | Yuki Tsunoda     | AlphaTauri-Red Bull   | 23    | + 54 s 556                        | 14      |        |
| 18   | Nicholas Latifi  | Williams-Mercedes     | 23    | + 1 min 08 s 694                  | 19      |        |
| 19   | Sebastian Vettel | Aston Martin-Mercedes | 21    | + 2 tours                         | 20      |        |
| Np.  | Fernando Alonso  | Alpine-Renault        | 0     | Électricité                       | (8)     |        |

### Grille de départ
- Valtteri Bottas, auteur du treizième temps des qualifications et dixième de la course sprint du samedi, a été pénalisé d'un départ en fond de grille du Grand Prix d'Autriche ; en effet, le Finlandais est équipé d'une unité de puissance quasiment intégralement renouvelée, hors-quota, ce weekend. Son bloc Ferrari est constitué d'un nouveau moteur à combustion interne, d'un nouveau turbocompresseur, d'un nouvel MGU-H, d'un nouvel MGU-K et d'une nouvelle unité de contrôle électronique ; seules les batteries n'ont pas été remplacées[14]. De nouvelles modifications ayant été apportés sur sa monoplace lors du parc fermé, il 'élance finalement depuis la voie des stands[15] ;
- Fernando Alonso, auteur du huitième temps des qualifications et dix-neuvième de la course sprint du samedi, est pénalisé d'un renvoi en fond de grille en raison d'un changement complet de groupe motopropulseur (cinquième moteur à combustion interne, cinquième turbocompresseur, cinquième MGU-K, cinquième MGU-H et quatrième centrale électrique, dépassant le quota autorisé pour ces pièces) ; cette pénalité est sans conséquence pour le pilote espagnol, placé dix-neuvième sur la grille de départ à la suite de son non-départ de la course sprint[16].

## Course

### Classement de la course
| Pos. | no | Pilote           | Écurie                | Tours | Temps/Abandon                      | Grille  | Points |
| ---- | -- | ---------------- | --------------------- | ----- | ---------------------------------- | ------- | ------ |
| 1    | 16 | Charles Leclerc  | Ferrari               | 71    | 1 h 24 min 24 s 312 (217,843 km/h) | 2       | 25     |
| 2    | 1  | Max Verstappen   | Red Bull              | 71    | + 1 s 532                          | 1       | 18 + 1 |
| 3    | 44 | Lewis Hamilton   | Mercedes              | 71    | + 41 s 217                         | 8       | 15     |
| 4    | 63 | George Russell   | Mercedes              | 71    | + 58 s 972                         | 4       | 12     |
| 5    | 31 | Esteban Ocon     | Alpine-Renault        | 71    | + 1 min 08 s 436                   | 6       | 10     |
| 6    | 47 | Mick Schumacher  | Haas-Ferrari          | 70    | + 1 tour                           | 9       | 8      |
| 7    | 4  | Lando Norris     | McLaren-Mercedes      | 70    | + 1 tour                           | 10      | 6      |
| 8    | 20 | Kevin Magnussen  | Haas-Ferrari          | 70    | + 1 tour                           | 7       | 4      |
| 9    | 3  | Daniel Ricciardo | McLaren-Mercedes      | 70    | + 1 tour                           | 11      | 2      |
| 10   | 14 | Fernando Alonso  | Alpine-Renault        | 70    | + 1 tour                           | 19      | 1      |
| 11   | 77 | Valtteri Bottas  | Alfa Romeo-Ferrari    | 70    | + 1 tour                           | Pitlane |        |
| 12   | 23 | Alexander Albon  | Williams-Mercedes     | 70    | + 1 tour                           | 15      |        |
| 13   | 18 | Lance Stroll     | Aston Martin-Mercedes | 70    | + 1 tour                           | 12      |        |
| 14   | 24 | Zhou Guanyu      | Alfa Romeo-Ferrari    | 70    | + 1 tour                           | 13      |        |
| 15   | 10 | Pierre Gasly     | AlphaTauri-Red Bull   | 70    | + 1 tour (dont 5 s de pénalité)    | 14      |        |
| 16   | 22 | Yuki Tsunoda     | AlphaTauri-Red Bull   | 70    | + 1 tour                           | 16      |        |
| 17   | 5  | Sebastian Vettel | Aston Martin-Mercedes | 70    | + 1 tour (dont 5 s de pénalité)    | 18      |        |
| Abd. | 55 | Carlos Sainz Jr. | Ferrari               | 56    | Moteur                             | 3       |        |
| Abd. | 6  | Nicholas Latifi  | Williams-Mercedes     | 48    | Fond plat                          | 17      |        |
| Abd. | 11 | Sergio Pérez     | Red Bull              | 24    | Dégâts                             | 5       |        |

### Pole position et record du tour
À la différence de l'année précédente, la pole position est désormais statistiquement accordée à l'auteur du meilleur temps lors de la dernière phase des qualifications du vendredi ; la course sprint détermine toutefois la grille de départ de la course.
- Pole position :  Max Verstappen (Red Bull) en 1 min 04 s 984 (239,209 km/h)[20].
- Vainqueur du Sprint :  Max Verstappen (Red Bull) en 26 min 30 s 059 (224,568 km/h)[21].
- Meilleur tour en course :  Max Verstappen (Red Bull) en 1 min 07 s 275 (231,063 km/h) au soixante-deuxième tour ; deuxième de la course, il remporte le point bonus associé au meilleur tour en course[22].

### Tours en tête
- Max Verstappen (Red Bull) : 18 tours (1-11 / 28-32 / 51-52)[23]
- Charles Leclerc (Ferrari) : 51 tours (12-26 / 33-49 / 53-71)
- Carlos Sainz Jr. (Ferrari) : 2 tours (27 / 50)

## Classements généraux à l'issue de la course
| Pos. | Pilote           | Écurie                | Points |
| ---- | ---------------- | --------------------- | ------ |
| 1    | Max Verstappen   | Red Bull              | 208    |
| 2    | Charles Leclerc  | Ferrari               | 170    |
| 3    | Sergio Pérez     | Red Bull              | 151    |
| 4    | Carlos Sainz Jr. | Ferrari               | 133    |
| 5    | George Russell   | Mercedes              | 128    |
| 6    | Lewis Hamilton   | Mercedes              | 109    |
| 7    | Lando Norris     | McLaren-Mercedes      | 64     |
| 8    | Esteban Ocon     | Alpine-Renault        | 52     |
| 9    | Valtteri Bottas  | Alfa Romeo-Ferrari    | 46     |
| 10   | Fernando Alonso  | Alpine-Renault        | 29     |
| 11   | Kevin Magnussen  | Haas-Ferrari          | 22     |
| 12   | Daniel Ricciardo | McLaren-Mercedes      | 17     |
| 13   | Pierre Gasly     | AlphaTauri-Red Bull   | 16     |
| 14   | Sebastian Vettel | Aston Martin-Mercedes | 15     |
| 15   | Mick Schumacher  | Haas-Ferrari          | 12     |
| 16   | Yuki Tsunoda     | AlphaTauri-Red Bull   | 11     |
| 17   | Zhou Guanyu      | Alfa Romeo-Ferrari    | 5      |
| 18   | Alexander Albon  | Williams-Mercedes     | 3      |
| 19   | Lance Stroll     | Aston Martin-Mercedes | 3      |

| Pos. | Écurie                | Points |
| ---- | --------------------- | ------ |
| 1    | Red Bull              | 359    |
| 2    | Ferrari               | 303    |
| 3    | Mercedes              | 237    |
| 4    | Alpine-Renault        | 81     |
| 5    | McLaren-Mercedes      | 81     |
| 6    | Alfa Romeo-Ferrari    | 51     |
| 7    | Haas-Ferrari          | 34     |
| 8    | AlphaTauri-Red Bull   | 27     |
| 9    | Aston Martin-Mercedes | 18     |
| 10   | Williams-Mercedes     | 3      |

## Statistiques

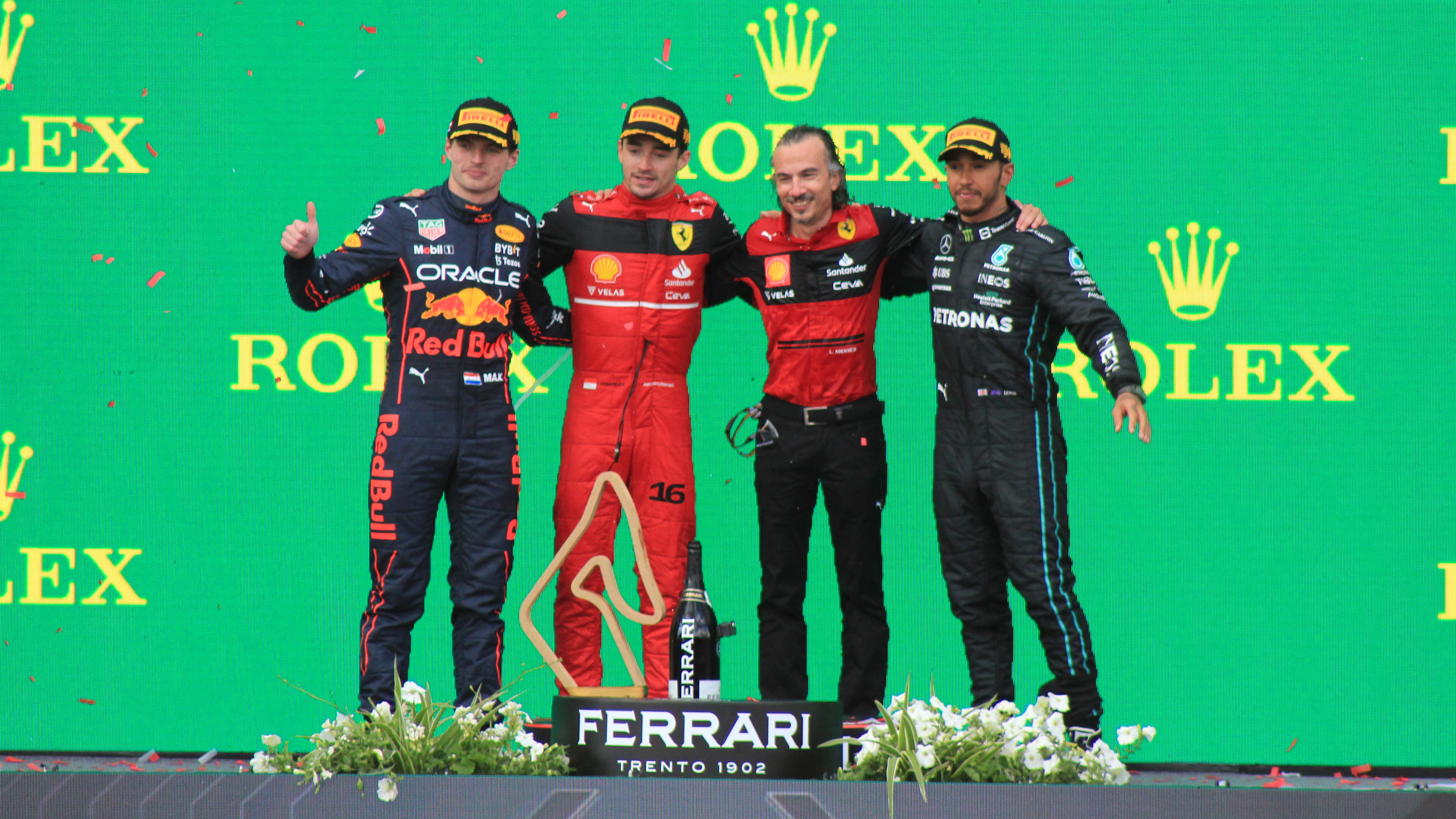
Le podium du Grand Prix automobile d'Autriche.

Le Grand Prix d'Autriche 2022 représente :
- la 16e pole position de Max Verstappen, sa troisième de la saison[27] ;
- la 5e victoire de Charles Leclerc, sa troisième de la saison[28] ;
- la 242e victoire pour Ferrari en tant que constructeur[29] ;
- la 243e victoire pour Ferrari en tant que motoriste[30] ;
- le 186e podium de Lewis Hamilton. Soit autant de podiums que Alain Prost (106) et Ayrton Senna (80) réunis.
- le 100e Grand Prix d'Esteban Ocon[31] ;

Au cours de ce Grand Prix :
- Charles Leclerc passe la barre des 700 points inscrits en Formule 1 (730 points)[32] ;
- Charles Leclerc remporte sa première victoire sans s'être élancé depuis la pole position[33] ;
- Mick Schumacher est élu « Pilote du jour » à l'issue d'un vote organisé sur le site officiel de la Formule 1[34] ;
- Enrique Bernoldi (28 Grands Prix disputés entre 2001 et 2002 avec Arrows) est nommé conseiller par la FIA pour aider dans leurs jugements le groupe des commissaires de course[35].